# أسكستان
أسكستان هي قرية في مقاطعة خلخال، إيران. يقدر عدد سكانها بـ 336 نسمة بحسب إحصاء 2016.